# Rožná
Rožná (německy Rosna) je obec v okrese Žďár nad Sázavou v Kraji Vysočina. Žije zde 821 obyvatel.

## Přírodní poměry
Obec se rozkládá na svazích Křižanovské vrchoviny a v údolí říčky Nedvědičky, která je pravostranným přítokem řeky Svratky. Nejvyšším místem je návrší s kostelem v nadmořské výšce 989 metrů, severovýchodně nad obcí leží Hradisko se zříceninou hradu v nadmořské výšce 518 metrů. 
Oblast mezi Velkým Meziříčím, Žďárem nad Sázavou a Rožnou je významnou geologickou lokalitou dutinových pegmatitů tzv. strážeckého moldanubika. Pegmatit v Rožné tvoří žílu o délce 1 kilometr a mocnosti až 35 metrů, táhnoucí se od vrchu Borovina až na Hradisko. Nejznámějším v ní je a v minulosti byl také těžen lepidolit růžově fialového zbarvení, také zelený nebo bílý, jemně šupinkatý. Na českém území jej objevil rakouský jezuitský učenec Nikolaus von Poda a popsal jej poprvé německý chemik Martin Heinrich Klaproth roku 1792. Doprovodnými minerály jsou již dříve popsaný elbait či rubelit. Rožná byla rovněž významnou lokalitou ložisek uranových rud, v nichž byl objeven také coffinit, amfibolit s krystaly analcimu a poprvé na českém území rossmanit, popsaný v literatuře poprvé roku 1998, také další minerály.

## Části obce
- Rožná
- Josefov
- Zlatkov

K obci rovněž patří osady Dvořiště a Suché Louky.

## Název
Název Rožná je přídavné jméno od podstatného jména roh. Název vyjadřoval rohovost (tj. odlehlost) polohy vesnice nebo to, že některý prvek okolní krajiny svým tvarem připomínal roh.

## Historie
První písemná zmínka o obci pochází z roku 1349, kdy již měla kostel sv. Havla. Ze 13. století pochází zřícenina hradu Rožná. 
Ve třicátých letech 20. století navrhl do Rožné tři stavby architekt a spoluzakladatel modernismu Bohuslav Fuchs.
V letech 2006–2010 byla starostkou Eva Sýkorová, od roku 2010 tuto funkci vykonává Libor Pokorný.

## Obyvatelstvo
Ke dni 25. 2. 2008 zde žilo 768 obyvatel, z toho je 406 mužů a 362 žen.
| Rok            | 1869 | 1880 | 1890 | 1900 | 1910 | 1921 | 1930 | 1950 | 1961 | 1970 | 1980 | 1991 | 2001 | 2008 | 2013 |
| Počet obyvatel | 849  | 825  | 877  | 916  | 932  | 869  | 922  | 808  | 831  | 749  | 735  | 726  | 737  | 768  | 765  |

## Hospodářství
Státní podnik DIAMO (odštěpný závod GEAM Dolní Rožínka) těžil nedaleko Rožné uranovou rudu v dole Rožná. Těžba v dole byla roku 2017 ukončena. Ve štole dolu 550 metrů pod povrchem země od té doby funguje Podzemní výzkumné pracoviště Bukov, provozované Správou úložišť radioaktivních odpadů České republiky. Vědci zde připravují podmínky pro stavbu hlubinného úložiště jaderného odpadu, které by podle jejich předpokladů mělo vzniknout v druhé polovině 21. století, a toto je jedna ze čtyř vybraných lokalit.

## Doprava
V obci se nachází stejnojmenná železniční stanice na trati Žďár nad Sázavou – Tišnov. Vlečka zrušeného podniku DIAMO je dosud (2010) používána a je zapojena do širé trati nad obcí směrem k Bystřici nad Pernštejnem. S Bystřicí má Rožná také pravidelné autobusové spojení. Dále je obec propojena s autobusovými linkami do Kuřimi, Velkého Meziříčí, Dolní Rožínky a do Nedvědic. 

## Školství
- Základní škola a Mateřská škola Rožná

## Pamětihodnosti
- Kostel svatého Havla se hřbitovem
- Budova fary
- Hrad Rožná

## Osobnosti
- Jindřich Beran (1906–1940), československý válečný pilot

## Galerie

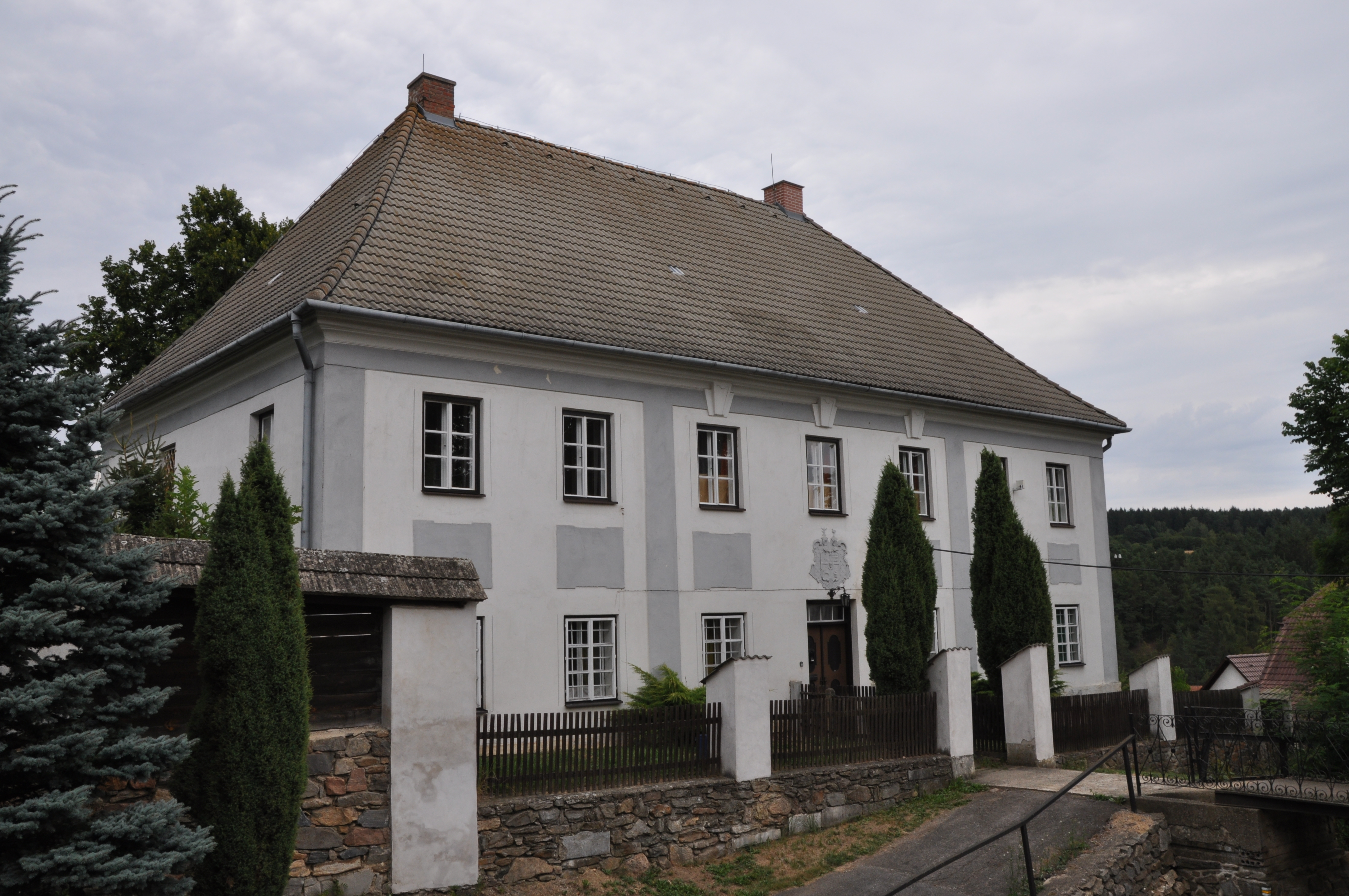
Fara
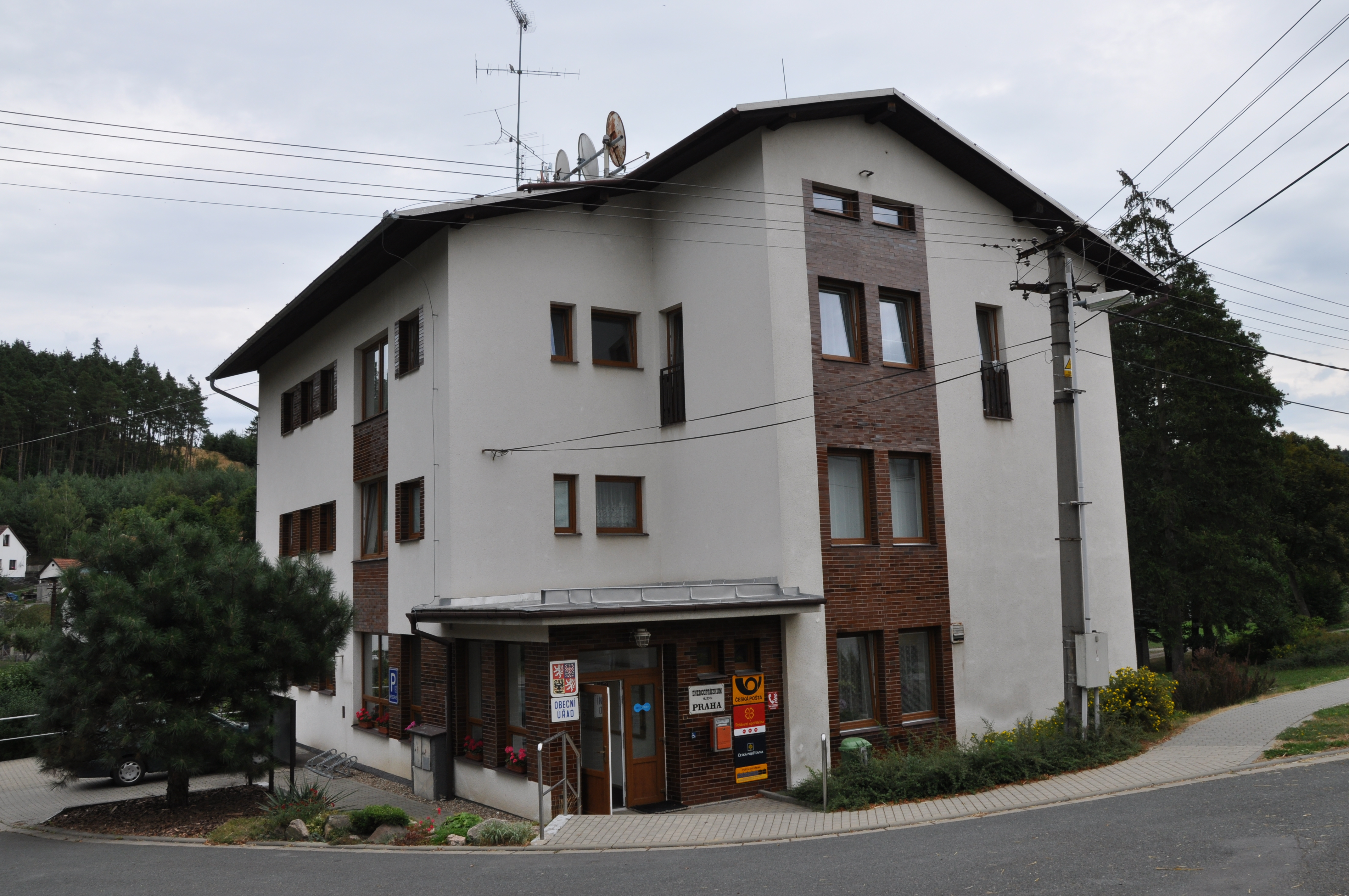
Obecní úřad
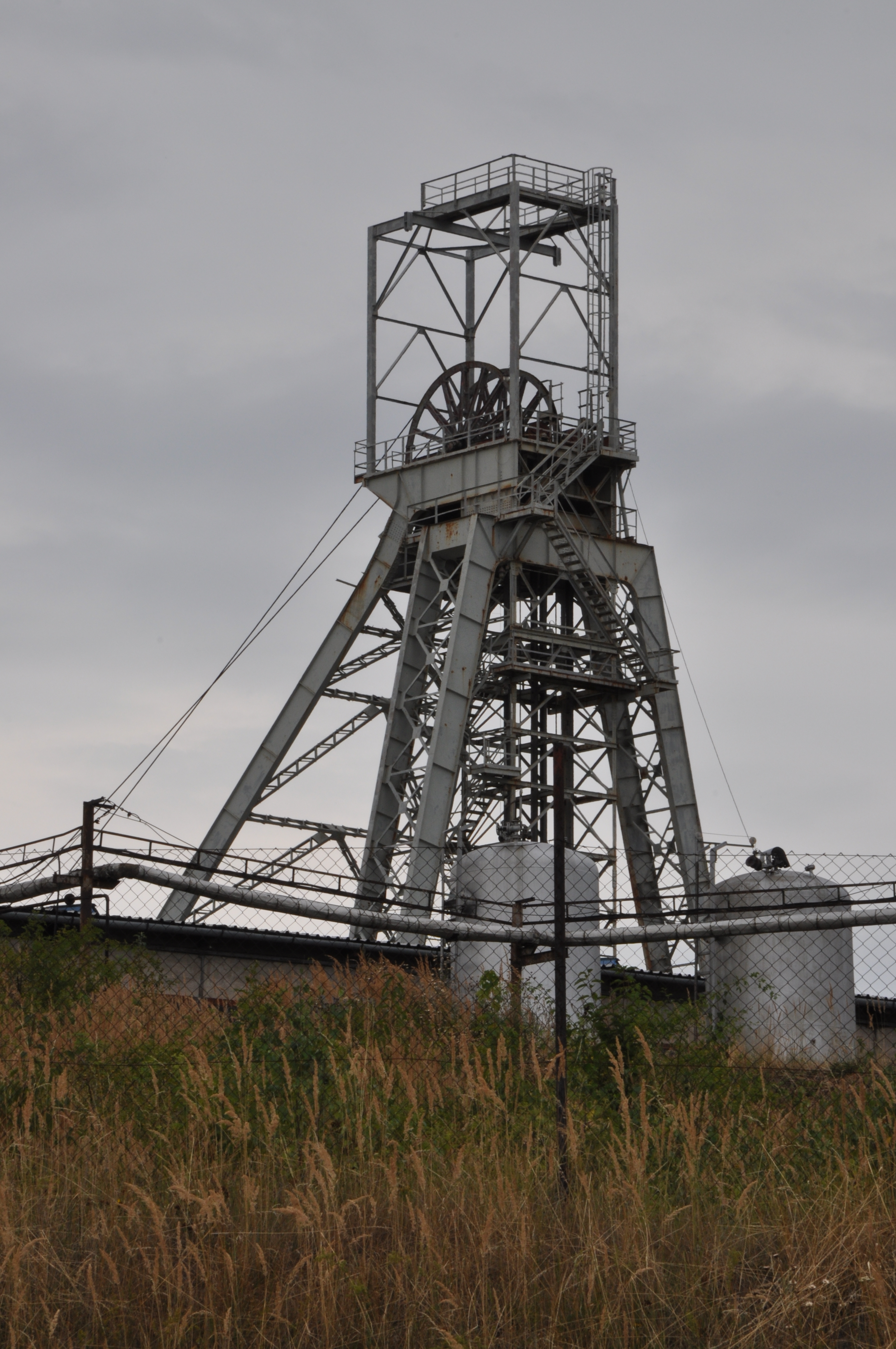
Uranový důl Rožná I
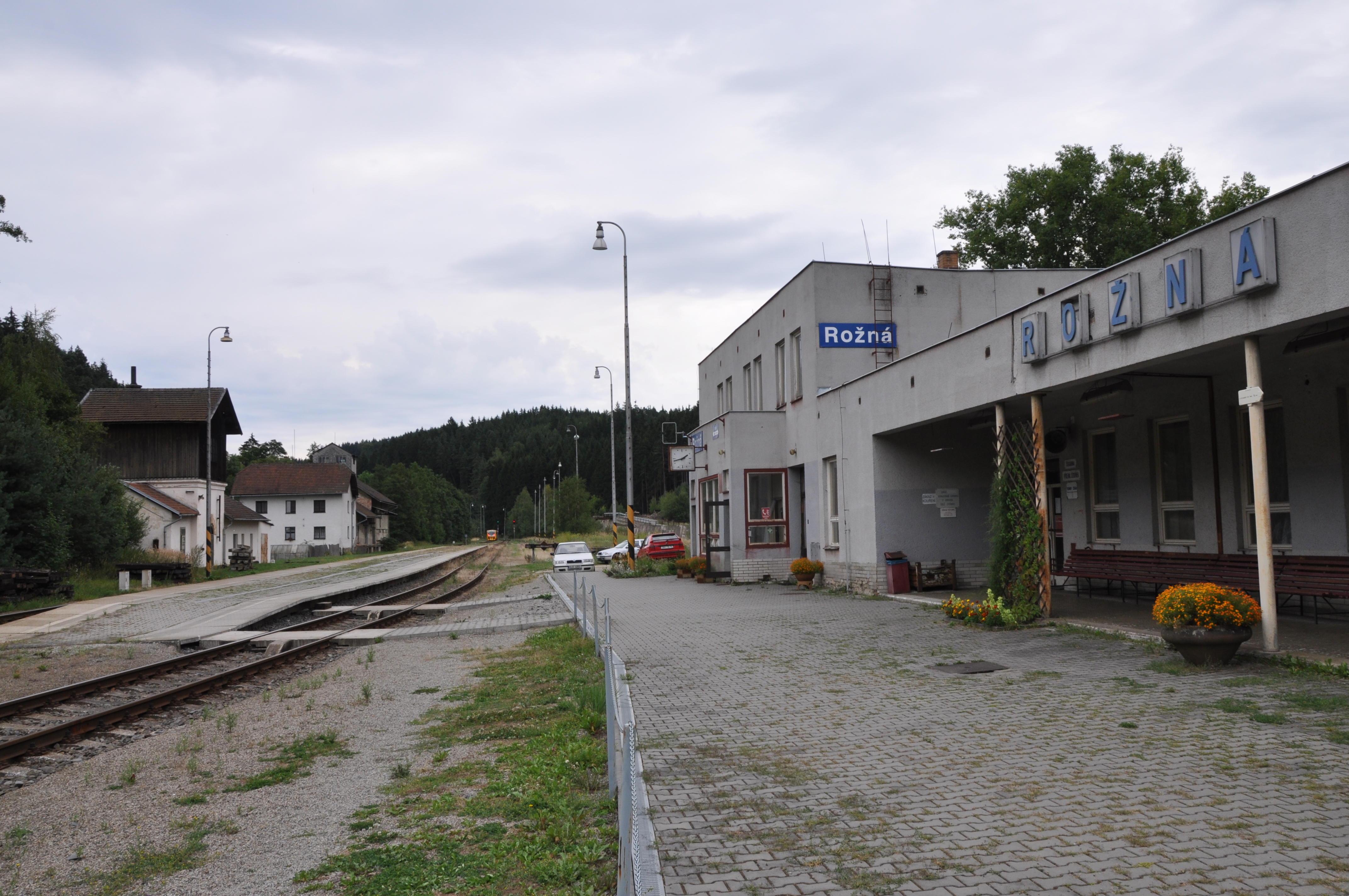
Nádraží